# 마르틴 부처
마르틴 부처(독일어: Martin Bucer, 1491년 11월 11일 ~ 1551년 2월 28일)는 16세기 독일의 슈트라스부르크의 종교개혁가이다. 그의 이름 부처(Bucer)는 그의 독일어 본명 부처(Butzer)의 라틴어명인 부체루스(라틴어: Bucerus)에서 온 것이다.

## 생애

### 출생과 학창 시절
부처는 1491년 11월 11일에 엘자스(독일어: Elsaß) 지방의 슐레트슈타트(독일어: Schlettstadt)에서 태어났다. 그의 아버지는 통제조업자였고, 그의 어머니는 산파였다. 부처는 만 6세부터 만 15세 때까지 슐레트슈타트에 있는 당대 유명한 라틴어학교에서 교육 받았는데, 그 학교는 이미 야코프 빔펠링(독일어: Jacob Wimpfeling)과 같은 인문주의자의 영향을 받고 있었다. 그는 계속 공부를 하고 싶었으나, 재정 문제 때문에 대학에 진학할 수 없어 차선책으로 수도원에 들어가기로 결심했다. 1507년에 수도원에 입문하여 1년의 예비과정을 거친 다음, 1508년에 수도사가 되기로 서약함으로 부처는 도미니칸 수도사가 되었다. 거기서 그는 그가 기대했던 많은 고대 그리스와 로마 문학작품들 대신에 중세 스콜라신학의 거장들인 토마스 아퀴나스와 피터 롬바르두스의 작품을 접하게 되었다. 17세의 나이로 수도원에 입문한 부처는 10년 동안 수도사로서 옛 길(via antiqua|en)의 대가인 토마스 아퀴나스의 저서들을 연구할 수 있었는데, 이것은 그의 신학 형성에 지울 수 없는 영향을 주었던 것으로 평가된다.
당시 대주교가 살고 있던 도시 마인츠(Mainz)에서 1년 정도 사제 즉 신부로 봉사했다. 1517년 부처는 공부에 대한 가능성과 신학박사학위를 준비할 수 있으리라는 기대를 가지고 하이델베르크(독일어: Heidelberg)에 있는 도미티칸 수도원으로 자리를 옮겼다. 그곳에는 당시 유명한 하이델베르크 대학이 있었는데, 부처는 이 해 1월에 이 대학의 학생으로 등록했다. 거기서 그는 후에 마르틴 루터의 충실한 친구와 추종자가 될 요하네스 브렌츠(독일어: Johannes Brenz)로부터 처음 헬라어를 배웠고, 그 덕분에 플라톤을 비롯한 그리스 고전작품들을 읽게 되었다. 거기서 또한 부처는 당대의 유명한 네덜란드 로테르담(Rotterdam) 출신의 인문주의자 에라스무스(Erasmus)의 작품들을 연구하고 강의할 수 있는 기회를 가졌다.

### 종교개혁가로의 전향
부처는 1518년 마르틴 루터가 자신의 입장을 변호하기 위해 하이델베르크에 있는 어거스틴 수도원에서 어거스틴 수도회 종단토론회에 참석했을 때, 처음 그를 만나게 되었다. 이 만남은 부처의 생애에 획기적인 사건이었다. 하이델베르크에서 강변한 루터의 ‘십자가 신학’은 장차 위대한 종교개혁가가 될 브렌츠와 부처의 마음을 사로잡았다. 슈트라스부르크의 도미니칸 수도사 마르틴은 비텐베르크(독일어: Wittenberg)의 어거스틴 수도사 마르틴 루터를 따라 수도사에서 종교개혁가로 전향하게 되었다. 부처는 루터에 대한 인상을 다음과 같이 평가했다.
| “ | 그(루터)는 모든 점에서 에라스무스와 일치합니다. 그러나 이런 차이점은 있는데, 에라스무스가 다만 심고 있기만 하는 것을 그는 공공연하고 자유롭게 가르친다는 것입니다. (저는 이 점에서 그의 편을 듭니다.) | ” |
|   | — Beatus Rhenanus에게 보낸 1518년 5월 1일자 편지, no. 75. |   |

다른 편지에서는 비텐베르크의 개혁가 루터를 가리켜 “신학자들 가운데 가장 진지하시고 그리스도인들 가운데 가장 강력한 존경하는 아버지”라고 불렀다. 이 때부터 부처는 루터의 추종자가 되어 그의 작품을 집중적으로 탐독하기 시작했다. 1519년 봄, 부처는 하이델베르크 대학에서 학사 학위(B.A.)와 석사 학위(M.A.)를 취득했다.
부처는 에라스무스와 루터 두 사람 모두 교회개혁의 선구자요 희망이라고 생각했다. 그래서 그 자신도 이 두 사람처럼 교회개혁의 대열에 서고자 했으므로 더 이상 수도원에 머물 수 없었다. 1520년 11월 자신의 29번째 생일을 즈음하여 수도원을 떠났다. 그러나 아직 문제는 남아 있었는데, 그것은 그가 평생 수도사로 살겠다고 맹세한 자신의 수도원 서약이었다. 부처는 스스로 그 서약을 파기하지 않고 합법적으로 그 문제를 해결하고자 했다. 그래서 그는 당시 마인츠 대주교인 알브레히트(독일어: Albrecht)를 모시고 있던 독일 남부 도시인 하게나우(독일어: Hagenau) 출신이자 후에 부처와 더불어 슈트라스부르크의 개혁가가 될 볼프강 카피토에게 이 문제를 논의했고, 그 결과 1521년 4월 29일에 자신의 도미니칸 수도원 서약으로부터 합법적으로 해방될 수 있었다. 자유의 몸이 된 부처는 이후 3년 동안 세속 사제의 신분으로 사역하게 되었다. 먼저 에베른부르크(독일어: Ebernburg)의 프란츠 폰 지킹겐(독일어: Franz von Sickingen) 곁에서 일하다가, 1년간은 팔츠(Pfalz)의 선제후 프리드리히(독일어: Friedrich)의 궁정 설교자로 사역했다. 기사 전쟁 동안에는 다시 지킹겐의 보호 아래 란트슈툴(독일어: Landstuhl)에서 목회자로서 일했다. 1522년 여름에는 수녀였던 엘리자베트 질버아이젠(독일어: Elisabeth Silbereisen)과 결혼함으로써 최초로 성직자의 개혁을 시도한 사람 가운데 하나가 되었다. 1522년 11월에는 새로운 목회지 바이센부르크(독일어: Weissenburg)에 도착하였다. 그러나 이곳에서도 오래 머물 수 없었다.

### 슈트라스부르크에서의 사역
1523년 3월에 카피토와 카스파르 헤디오가 슈트라스부르크로 초빙되어 온 다음, 5월 중순에 도피처를 찾던 부처 역시 이곳에 도착하게 되었다. 부처의 부모가 이 도시의 시민이었음에도 불구하고 의회가 그에 대해 호의적이지 않았던 것은 그가 파문되고 추방된 기혼 사제였을 뿐만 아니라, 성격도 과격한 것으로 평판이 나 있었기 때문이었다. 하지만 그 도시의 시민권자인 부처의 아버지가 자신의 아들을 보호해 달라고 의회에 요청했을 때 의회는 즉시 그것을 수락했다.
1523년 11월에 부처는 자신의 안전과 적법한 지위를 확보하기 위해 의회에 시민권을 신청하여 결국 시민권을 획득했다. 이것은 이 도시에서 상당히 중요한 사건이 되었다. 왜냐하면 결혼한 사제도 시민으로서의 권리를 행사할 수 있는 선례를 남겼기 때문이다. 부처는 바로 이 점에서 선구자가 되었으며, 자신의 유명한 말년 작품 <그리스도의 나라에 관하여(De regno Christi)>에서 결혼과 이혼 문제를 상세하게 다룸으로써 이 주제에 관한 최고의 종교개혁가가 되었다. 사제의 합법적 결혼이라는 선례의 대열에 가장 먼저 이름을 올린 사람은 안토니 피른(Anthony Firn)이었고, 슈트라스부르크의 위대한 설교자 마테우스 젤(독일어: Matthäus Zell)이 그 뒤를 따랐다. 젤의 부인이 된 카타리나(Katharina)는 종교개혁 시대의 가장 강력한 영향력을 행사한 여인 가운데 하나였다. 이후 여러 사람들이 그 대열에 서게 되었다. 빌헬름 폰 호헨슈타인(독일어: Wilhelm von Hohenstein) 주교는 이들 모두에게 파문을 선언했지만, 이것은 당시 그 도시에서 어떤 효력도 발휘할 수 없었다. 왜냐하면 종교개혁의 시대 16세기에는 수많은 불성실한 성직자들 역시 첩을 두고 있었는데, 처벌 대상에서 이들을 면제한 채 성실한 기혼 성직자만 처벌한다는 것은 부당한 것으로 보였기 때문이다.
슈트라스부르크는 구텐베르크(독일어: Gutenberg)가 인쇄술을 발명한 곳이요, 인문주의의 중심지 가운데 하나였으며, 16세기에는 루터를 비롯한 많은 종교개혁가들의 책들이 대량으로 출판되어 남부 독일 지역에서 종교개혁의 중심지가 되었던 곳이기도 하다. 15세기 말부터 이미 이 도시에서는 카이저베르크(독일어: Kayserberg)라 불리는 요한 가일러(독일어: Johann Geiler)에 의해 교회의 악습을 비난하는 설교가 시작되었다고, 1510년에 그가 사망하자 마테우스 젤이 그의 뒤를 이어갔다. 하지만 이들은 이 도시의 개혁가는 아니었다. 젤의 사역을 돕도록 하기 위해 시 당국이 직접 카피토와 헤디오를 초청했음에도 불구하고 이들 역시 복음을 설교하는 것으로 만족해야 했다. 젤은 이 도시에 흘러들어온 부처에게 그곳의 성직자와 평신도들을 위한 성경 강해를 맡겼다. 1523년에 출판된 소책자 <누구도 자기 자신을 위해서가 아니라, 남을 위해 살아야 한다는 것>은 바로 이러한 작업의 소산물인데, 이것은 슈트라스부르크 시민들의 마음을 사로잡기에 충분했다. 야곱 슈투름(독일어: Jakob Sturm)은 카피토와 부처가 시의회의 승인 아래 공적으로 성경을 강해할 수 있도록 도왔다. 1524년 2월 31일, 드디어 부처는 급진적인 성향의 야채 상인 길드의 후원으로 성 아우렐리아(St. Aurelia) 교회에서 첫 설교를 할 수 있었고, 결국 5월 31일에는 그곳의 단독 목사로 선출될 수 있었다. 부처는 호소력을 지닌 설교자였고 그의 강력한 설교를 통해 슈트라스부르크를 뒤덮고 있던 중세의 먹구름이 걷히기 시작했다. 부처는 이 도시의 진정한 개혁가로 급부상하게 되었다.
1524년부터 니그리(Nigri)의 도움으로 슈트라스부르크 교회의 예배 의식이 변화되었다. 부처는 이 도시 관할 내의 수도원들을 철폐시키고 그 재산을 구제 사업과 교육 사업에 투자하도록 했다. 부처의 개혁은 단지 교회에만 국한되지 않았다. 그의 관심사는 도시 전체의 개혁이었다. 특히 그는 예배 개혁만큼이나 시급한 교육 개혁의 필요성을 주장했다. 그래서 각 교구마다 초등학교를 설립하여 남자 아이들뿐만 아니라 여자 아이들도 교육의 혜택을 받을 수 있도록 했다. 청소년을 위한 신앙교육도 새롭게 시작되었는데, 이것을 위해 <교리교육서(Catechismus)>가 새롭게 만들어졌다. 결과적으로 1535년 슈트라스부르크에는 2개의 소녀학교와 6개의 소년학교, 그리고 3개의 라틴어 학교가 존재하게 되었다. 부처는 1534년부터 목사를 양성할 수 있는 교육기관을 구상했는데, 그의 꿈은 1538년에 설립된 새로운 아카데미를 통해 실현되었다. 이 아카데미의 초대 학장으로는 요한 슈투름(독일어: Johann Sturm)이 초대되었다. 아카데미가 설립되던 해에 이곳의 프랑스 피난민 교회를 목회하기 위해 초대받은 칼빈도 이 학교에서 3년간 가르쳤다. 이 학교에서 부처와 카피토는 성경과목을, 헤디오는 교회사를 담당했다. 1542년 10월에는 1년 전에 사망한 카피토의 빈 자리를 위해 이탈리아 인문주의 신학자 피터 버미글리가 영입되었다. 루카(Lucca)의 어거스틴 수도원 히브리어 교수 엠마누엘 트레멜리우스도 동역하게 되었다. 이것이 바로 슈트라스부르크 대학의 전신이다.
1529년 제2차 슈파이에르(Speier) 국회에서 결정한 황제의 선언에 반대하고, 황제가 1530년에 소집할 아욱스부르크 국회에 대비하기 위해 슈트라스부르크 도시는 다른 세 도시 즉 콘스탄츠(독일어: Konstanz), 린다우(독일어: Lindau), 메밍겐(독일어: Memingen)과 더불어 <4개 도시 신앙고백서(Confessio Tetrapolitana)>를 작성했다. 1531년 10월 30일에는 도시의 모든 교회를 효율적으로 감독하기 위해 장로들로 구성된 감독회(독일어: Kirchenpfleger)를 만들었다. 회원은 모두 21명이었는데, 7개 교구에서 각각 3명씩 선출했다. 이들은 교인들이 정기적인 예배와 설교와 성례의 자리에 참석하도록 하고 그리스도인다운 삶을 살도록 그들을 감시 감독하는 임무를 맡았다. 그리고 목사와 목사 조력자들의 가르침과 생활을 감독할 뿐만 아니라, 교구 내에서 일어나는 모든 교회와 목회에 관련된 문제들을 목사와 의논하여 처리함으로써 교회 치리의 책임을 감당했다. 후에 칼빈이 제네바에 설립한 교회 치리회(Consistoir)는 바로 이 슈트라스부르크의 감독회를 적용한 것이었다. 슈트라스부르크의 감독회는 부처의 노력에도 불구하고 독립된 치리권을 가질 수 없었다. 시의회는 1533년에 새로운 교회법을 제정하도록 했다. 그리고 1534년에는 드디어 시의회에 의해 공적으로 <4개 도시 신앙고백서>가 채택되고 16개 조항의 새 교회법이 승인 되었다.
16세기에 재세례파들은 슈트라스부르크를 “희망의 도시”, “의의 피난처”로 불렀다. 이유는 그 도시가 스위스, 네덜란드, 독일 북부와 남부로부터 피난처를 찾아 떠난 많은 재세례파 피난민들을 환영해 주었기 때문이다. 16세기 유럽의 재세례파들에게 슈트라스부르크는 다른 어느 지역보다 관용적인 도시였다. 안드레아스 카를슈타트(독일어: Andreas Karlstadt), 발타자르 후버마이어(독일어: Balthasar Hubmaier), 한스 뎅크(독일어: Hans Denck), 카스파르 슈벵크펠트(독일어: Caspar Schwenckfeld), 멜히오어 호프만(독일어: Melchior Hofmann), 필그람 마르펙(독일어: Pilgram Marpeck) 등 유명한 재세례파 대표자들 대부분은 이 도시에 체류한 적이 있다. 이들 가운데 호프만은 이 도시에서 1533년에 체포되어 10년 후인 1543년 말에 감옥에서 죽고 말았다. 1530년-1540년 사이에 슈트라스부르크는 재세례파 논쟁으로 잠잠할 날이 없었다. 처음에는 재세례파에게 관용적이던 도시는 점차 그들 때문에 많은 소란이 일자, 1534년 3월 3일에 아욱스부르크(독일어: Augsburg) 신앙고백과 일치하지 않는 것은 관용하지 않기로 결정한 시의회 칙령을 발표했다. 당시 그 도시에서 재세례파의 수는 2,000 명 정도였다. 이들이 이 칙령을 수용하지 않고 계속해서 자신들의 입장을 고수하며 소요를 일으키자, 급기야 1538년에 모든 재세례파는 도시를 떠나야 한다는 시의회의 새로운 칙령이 공포되었다. 부처 역시 처음에는 그들에게 호의적이었으나, 그들의 완고함 때문에 그들에게서 등을 돌렸고, 결국 그들과 격렬한 논쟁을 벌이는 적대자가 되었다. 재세례파가 개혁가들과 입장을 달리하고 그들을 반대한 이유는 개혁이 자신들의 기대만큼 충분히 과격하지도 급진적이지도 철저하지도 않다는 것이었다. 이것을 빌미로 재세례파는 교회의 분열을 조장했다. 부처의 눈에 그들은 분명 그리스도의 몸을 스스로 찢으려고 하는 교만한 자들이었다. 부처는 더 이상 그들과 함께 한 배를 타고 갈 수 없었다.

### 개혁의 실패와 말년
1540년대 초반에는 부처의 사생활에 상당한 변화가 일어났다. 1541년 8월부터 슈트라스부르크에 창궐하기 시작한 페스트 (즉, 흑사병)으로 인해 1년이 채 지나지 않아 3,000 명 가량의 사람들이 떼죽음을 당했다. 이때 부처 집안의 사람도 최소한 9명은 죽었는데, 그 가운데 그의 부인 엘리자벳도 포함되었다. 그녀는 1541년 11월에 사망했다. 당시 결혼이란 오늘날처럼 로맨스의 결과물이기보다는 삶의 가장 중요한 수단이었다. 즉 여자는 남자에게서 경제적인 지원과 사회적인 보호를 기대한 반면에, 남자는 자신을 따르고 고된 가사 일을 감내하는 여자를 원했다. 이러한 조건 때문에 부처는 1542년 4월 16일에 재혼했다. 부처의 재혼 대상은 1541년 11월 4일에 사망한 그의 동료 볼프강 카피토의 아내 비브란디스 로젠블라트(독일어: Wibrandis)였다. 1542년에 성 도마(St. Thomas) 교회 거리의 새 집으로 이사했는데, 그곳은 오늘날 슈트라스부르크의 성 도마 거리 15번지이다.
부처는 슈트라스부르크의 개혁을 위해 혼신의 힘을 다했다. 종교적인 박해 때문에 피난민이 된 이탈리아 인문주의 신학자 피터 마터 버미글리는 1542년에 다음과 같이 기록하고 있다.
| “ | 제가 보기에 부처는 결단코 비활동적인 인물이 아닙니다. 그는 설교 하거나 교회 법규와 지도력을 돌보는 일에 자신의 시간을 소비합니다... 온 종일 이런 일들을 위해 수고한 다음, 밤에는 공부하고 기도하는 일에 열중합니다. 제가 깨었을 때 그가 깨어 있지 않은 적은 거의 없었습니다. | ” |

1543년에 부처는 자신의 마지막 수정판인 '교리문답교육서'를 출판했는데, 거기서 부처는 당시 슈트라스부르크 도시에 있는 종교개혁을 지지하는 자들 가운데 불온한 도덕적 행위를 자행하는 자들로 인해 임하게 될지도 모르는 하나님의 진노를 두려워하라고 경고했다. 그는 교회의 치리와 권징이 교회의 자율성에 속한 것, 즉 교회의 영적인 문제에 대해서는 교회가 스스로 처리할 수 있는 권리를 가져야 한다고 주장했으며 이것이 실현되도록 끊임없이 노력했다. 하지만 정작 슈트라스부르크 시민들은 부처가 목사로 섬기는 성 도마 교회에서 이 교회 치리가 다른 어떤 교구 교회보다 엄격하게 적용된다는 사실을 달가워하지 않았다. 부처는 정부가 신앙적이고 경건할 경우 교회에서 일어나는 문제도 다루는 감독자 역할을 할 수 있다고 보았으나, 이러한 정부의 종교적인 역할이 모든 교회에 반드시 적용되어야 하는 것으로 간주하지는 않았다.
1545년 12월 13일, 신성로마제국 최남단에 위치한 트리엔트(Trient)에서는 당시 교황 바울 3세가 트리엔트 공의회가 장엄하게 개최되었다. 개신교도는 아무도 참석하지 않았다. 1546년 2월 7일에는 드디어 신학적인 문제들을 다루었는데, 특히 성경과 교회 전통의 중요성에 관한 것이었다. 10일 후인 2월 18일에 루터는 자신이 태어난 도시 아이스레벤(독일어: Eisleben)에서 숨을 거두었다. 이 두 사건은 종교개혁의 1막을 종결짓는 결정적인 상징이다. 황제 카를 5세가 1530년 제국회의를 종결하면서 모든 개신교도들에게 1531년 4월 15일까지 로마에 항복하라고 경고했을 때, 헷세의 필립 공과 작센의 요한(Johann)의 주도로 독일 개신교 군주들과 도시들은 정치적 동맹을 결성하게 되었는데, 이것이 슈말칼덴 동맹(독일어: Schmallkaldische Bund)이다. 이로 인해 1532년 7월 23일, 황제는 누렘베르크(독일어: Nuremberg)에서 개신교도들과 휴전 조약을 체결하지 않을 수 없었으나, 헷세의 필립 공이 자신의 중혼을 속죄하는 뜻으로 더 이상 슈말칼덴 동맹에 새 회원을 받지 않기로 하자 반격에 나섰다. 황제는 1544년에 프랑스 및 로마 교황청과 차례로 동맹을 맺은 후, 종교개혁에 가담한 지역을 정복할 자신의 목적을 달성하기 위해 1545년 3월 15일에 트렌트에서 교회공회를 소집하기로 교황과 약속했다. 자신의 예상대로 개신교도들이 반기를 들고 대항하자 1546년에 황제는 기다렸다는 듯 슈말칼덴 전쟁을 일으켜 단숨에 그들을 제압했다. 이 전쟁에서 개신교도들이 패배함으로써 종교개혁에 가담한 독일의 모든 지역과 도시들은 아욱스부르크 국회에서 제국의 법으로 선포된 임시안(Interim)을 수용하지 않을 수 없었다.
슈말칼덴 전쟁에서 개신교 동맹군의 참패로 그 동맹 도시 가운데 하나였던 슈트라스부르크가 아욱스부르크 임시안(Augsburger Interim)을 받아들이도록 강요되었을 때 부처는 그것을 과감하게 거부했다. 왜냐하면 그 문서는 사제에게 결혼을 허용하고 평신도에게 떡과 함께 잔도 나누어주는 이종배찬을 허용한다는 점에서만 개신교의 입장을 지지할 뿐, 이외의 모든 예배의식과 교리에서는 로마 가톨릭의 입장을 고수했기 때문이다.
결국 슈트라스부르크의 개혁가는 1549년 자신의 동료이자 후배 파기우스(Fagius) 교수와 함께 그 도시로부터 추방되는 고통을 감내해야 했다. 부처는 25년간 공들여 세운 개혁의 탑이 무너져 내릴 위기에 놓인 도시를 떠날 수밖에 없었다. 부처와 피기우스는 영국 캔터베리의 대주교 토마스 크랜머(Thomas Cranmer)의 초청으로 도버 해협을 건너 케임브리지 대학에 도착했다. 부처는 케임브리지 대학의 왕립 교수가 되어 가르쳤으나, 2년을 채 넘기지 못하고 1551년 2월 28일 머나먼 이국땅에서 피난민으로 숨을 거두었다.
부처는 슈트라스부르크 도시를 개혁하기 위해 자신의 모든 의지와 열정을 불태웠으나, 그 불꽃은 그곳에서보다는 오히려 다른 도시, 특히 제네바(Geneva)에서 훨씬 강렬하게 타올랐다. 부처 대신에 헤디오가 남아 그 도시의 교회를 이끌었으나, 그의 능력은 역부족이었고, 설상가상으로 1552년에 흑사병에 감염되어 일찍 죽고 말았다. 헤디오의 뒤를 이은 사람은 완고한 루터주의자 요한 마르바흐(독일어: Johann Marbach)였다. 이로써 슈트라스부르크의 종교개혁을 주도했던 부처의 열린 정신과 넓은 마음은 질식되어 버렸다.

## 저술
부처의 저술 가운데 출판된 최초의 글은 이 책에 한글로 번역 소개된 설교 형식의 소논문 <자신이 아니라, 남을 위해 살아야 한다는 것에 관하여>이다. 1523년에 출판된 이 소책자는 부처의 대표적인 저술 가운데 하나인데, 이외에도 1538년에 출판된 <참된 목회에 관하여>와 그의 사후에 출판된 마지막 작품 <그리스도의 나라에 관하여>가 그의 대표적인 저술로 간주된다. 슈트라스부르크 종교개혁가의 출판된 저술 목록과 서신들, 그리고 그에 관한 연구서들은 로베르트 슈투페리히가 1952년에 작성한 “부처의 도서목록”에 잘 정리되어 있다.
부처의 저술들은 논쟁서와 주석서, 번역서, 소논문, 그리고 서신 등으로 크게 구분할 수 있다. 논쟁서들에는 로마 가톨릭 학자들과 루터주의자들, 그리고 재세례파와 논쟁한 글들이 대부분이다. 주석서에는 그의 최초의 주석 에베소서 주석을 비롯하여 공관복음과 요한복음, 로마서, 시편, 스바냐 등에 관한 주석이 있는데, 이 가운데 로마서 주석은 30만 개가 넘는 라틴어 단어로 기록된 방대한 분량의 저술이다. 칼빈은 자신의 로마서 주석에서 부처의 저술을 “바쁜 사람들의 관심을 보류시키는 너무 장황한” 주석이라고 평가했지만, 이것은 결코 부처의 로마서 주석에 대한 부정적인 평가가 아니다. 칼빈은 부처의 로마서 주석이 가지고 있는 탁월함과 우수함을 누구보다 잘 알고 있었다. 부처가 루터의 초기 독일어 작품 가운데 몇몇을 라틴어로 번역하고 주석을 달았는데, 이것이 그의 번역서로 분류될 수 있다. 칼빈은 독일어를 몰랐지만 이러한 부처의 번역 덕분에 루터의 독일어 작품을 접할 기회를 갖게 되었다. 이외에도 부처가 교회 건설을 위해 작성한 소논문들뿐만 아니라, 주고받은 서신들도 상당한 분량에 이른다.
수많은 부처의 저술 가운데 주석 이외에 대표적인 저술 세 편을 꼽으라면, 부처 연구가들은 1523년에 출판된 소논문, <아무도 그 자신을 위해서가 아니라, 다른 사람을 위해서 살아야 한다는 것과 사람이 어떻게 그렇게 될 수 있는지에 관하여>(독일어: Das ym selbs niemant, sonder anderen leben soll, und wie der mensch dahyn kummen mog)와 1538년에 출판된 <참된 목회와 바른 목회사역에 관하여: 어떻게 이것이 그리스도의 교회에 세워지고 시행되어야하는가>(독일어: Von der waren Seelsorge und dem rechten Hirtendienst, wie derselbige in der Kirchen Christi bestellet und verrichtet werden)와 1551년에 기록되었으나 1557년에야 비로소 출판된 <그리스도의 나라에 관하여>(독일어: De regno Christi)를 들 것이다.
슈트라스부르크의 종교개혁가에 관한 연구는 프랑스 스트라스부르의 유명한 종교개혁연구가 프랑수아 방델(프랑스어: François Wendel)의 노력으로 결성된 국제부처위원회(독일어: Die Internationale Bucer-Kommission)를 통해 부처의 저술들이 현대 활자로 편집되기 시작하면서 본궤도에 올랐다. 원작품의 저작년도 순으로 편집, 출판되고 있는 부처 작품의 비평 편집 판은 지금까지 25권 넘게 출간되었다. 하지만 아직 출판되지 않은 저술들도 상당수 남아 있다. 특히 부처의 성경 주석서들 가운데 요한복음 주석 한 권외에는 아직 현대 활자체로 편집된 것이 없다. 독일어 작품의 출판은 독일 귀터슬로의 게르트 몬 출판사(독일어: Gütersloher Verlagshaus Gerd Mohn)와 프랑스 파리의 프랑스대학 출판부(프랑스어: Presses Universitaires de France)가 연합하여 맡고 있으며, 라틴어 작품과 주고받은 서신들의 출판은 네덜란드의 브릴(E.J. Brill) 출판사에서 맡고 있다. 이 비평 편집 판에는 지금까지 독일어로 작성된 부처의 작품들이 가장 많이 출판되었는데, 이러한 다양한 저술들은 16세기 당시 교회를 위한 그의 활동이 얼마나 폭넓은 것이었는지를 잘 보여준다.

## 참고 및 관련 문헌

### 서적
- Hastings Eells, Martin Bucer (New Haven: Yale University 1931)
- Martin Greschat, Martin Bucer. Ein Reformator und seine Zeit (München: Beck 1990) = Martin Bucer: A Reformer and His Times, tran. by Stephen E. Buckwalter (Louisville & London: John Knox Press 2004)
- 황대우,〈삶, 나 아닌 남을 위하여: 마르틴 부써의 기독교 윤리〉. 서울: SFC출판사, 2007.

### 논문
- Willem van 't Spijker, “부써의 시편주석”, 〈진리와 학문의 세계〉 8권, 2003.
- 황대우, “그리스도의 신비한 몸: 마르틴 부써와 존 칼빈의 교회론 비교연구”, 〈칼빈연구〉 3집, 2005. = 2005년 한국칼빈학회 발표 논문.
- 황대우, “교제로서의 예배와 삶: 종교개혁가 마르틴 부써의 예배론”, 〈개혁신학과 교회〉 15호. = 2002년 국제신학대학원대학교 종교개혁기념강좌 발표 논문.
- 황대우, Het mystieke lichaam van Christus. De ecclesiologie van Martin Bucer en Johannes Calvijn (그리스도의 신비한 몸: 마틴 부써와 존 칼빈의 교회론), Theologische Universiteit van de Christelijke Gereformeerde Kerken te Apeldoorn.

### 원전
- 부처의 독일어 작품 https://www.haw.uni-heidelberg.de/forschung/forschungsstellen/bucer.de.html 보관됨 2020-03-25 - 웨이백 머신

## 인터넷 링크
- 부처에 대한 연구 Bucer-Forschungsstelle in Heidelberg 보관됨 2015-02-15 - 웨이백 머신
- 부처에 대한 전기 https://www.heiligenlexikon.de/BiographienM/Martin_Bucer.html

## 같이 보기
- 비브란디스 로젠블라트
- 외콜람파디우스
- 볼프강 카피토